# Andrea Dugnani
Andrea Dugnani (Milano, 7 giugno 1915 – ...) è stato un calciatore italiano, di ruolo attaccante.

## Carriera
Cresciuto nell'Inter, ha giocato tre stagioni di Serie C con i biancorossi brianzoli, nel 1938-39 con dodici reti ne è stato il capocannoniere, poi ha disputato due stagioni a Cremona, una stagione a Crema ed una a Como.